# Gérard Herter
Gérard Herter, all'anagrafe Gerhard Haertter (Stoccarda, 12 aprile 1920 – Monaco di Baviera, 6 febbraio 2007), è stato un attore tedesco attivo negli anni cinquanta e sessanta, che interpretò soprattutto film di genere, in particolare spaghetti western.
Fratello della fotografa di moda 
Elsa Haertter, decise di francesizzare la grafia del proprio nome e cognome.

## Biografia
Fece il suo debutto nel film Caltiki, il mostro immortale nel 1959. La sua ultima interpretazione fu nel film Ludwig nel 1972.
Attore di buona preparazione teatrale, debutta in Italia grazie alla sua tempra di caratterista volenteroso, e soprattutto alle sue doti fisiche e a una fisionomia ideali per impersonare ufficiali germanici o nobili austriaci, gelidi e perfidi, intolleranti e spietati. 
È scelto da Mario Monicelli per dar vita a un personaggio secondario, ma di buon auspicio per una promettente carriera: quella di un capitano austriaco senza mezze misure e senza un minimo di umanità ne La grande guerra (1959).
Un ruolo che gli capiterà di interpretare sovente in altre pellicole, molte delle quali di buon successo commerciale, ma che diventerà anche limitativo per le sue future prospettive, non essendo in fondo che uno stereotipo del genere (pur spaziando Herter anche in altri generi, come lo spaghetti-western o il bellico-avventuroso).

## Filmografia parziale

### Cinema
- Agi Murad, il diavolo bianco, regia di Riccardo Freda (1959)
- Caltiki, il mostro immortale, regia di Riccardo Freda (1959)
- La grande guerra, regia di Mario Monicelli (1959)
- Jovanka e le altre (5 Branded Women), regia di Martin Ritt (1960)
- Sotto dieci bandiere, regia di Duilio Coletti (1960)
- L'urlo dei Marines (Then There Were Three), regia di Alex Nicol (1961)
- Ursus nella valle dei leoni, regia di Carlo Ludovico Bragaglia (1961)
- Il cambio della guardia, regia di Giorgio Bianchi (1962)
- I due colonnelli, regia di Steno (1962)
- La resa dei conti, regia di Sergio Sollima (1966)
- Vado... l'ammazzo e torno, regia di Enzo G. Castellari (1967)
- New York chiama Superdrago, regia di Giorgio Ferroni (1966)
- Professionisti per un massacro, regia di Nando Cicero (1967)
- Le due facce del dollaro, regia di Roberto Bianchi Montero (1967)
- Uno di più all'inferno, regia di Giovanni Fago (1968)
- Quel caldo maledetto giorno di fuoco, regia di Paolo Bianchini (1968)
- La battaglia di El Alamein, regia di Giorgio Ferroni (1969)
- Fraülein Doktor, regia di Alberto Lattuada (1969)
- Quella dannata pattuglia, regia di Roberto Bianchi Montero (1969)
- La legione dei dannati, regia di Umberto Lenzi (1969)
- Una spada per Brando, regia di Alfio Caltabiano (1970)
- Ordine delle SS: eliminate Borman! (El último día de la guerra), regia di Juan Antonio Bardem (1970)
- Angeli senza paradiso, regia di Ettore Maria Fizzarotti (1970)
- I lupi attaccano in branco (Hornets' Nest), regia di Phil Karlson, Franco Cirino (1970)
- Indio Black, sai che ti dico: sei un gran figlio di... , regia di Gianfranco Parolini (1970)
- Amore Formula 2, regia di Mario Amendola (1970)
- Ludwig, regia di Luchino Visconti (1972)

### Televisione
- Luisa Sanfelice, regia di Leonardo Cortese – miniserie TV, 3 puntate (1966)
- Odissea, regia di Franco Rossi, Piero Schivazappa e Mario Bava – miniserie TV, 2 puntate (1968)
- Operazione ladro (It Takes a Thief) – serie TV, episodio 3x04 (1969)